# Phyllophaga impressipyga
Phyllophaga impressipyga är en skalbaggsart som beskrevs av Frey 1975. Phyllophaga impressipyga ingår i släktet Phyllophaga och familjen Melolonthidae. Inga underarter finns listade i Catalogue of Life.